# Javert
Javert – bohater powieści Nędznicy Wiktora Hugo. Oficer policji, obsesyjnie przestrzegający prawa, przez prawie dwadzieścia lat ścigający Jeana Valjeana. Jego imię jest nieznane.

## Biografia bohatera

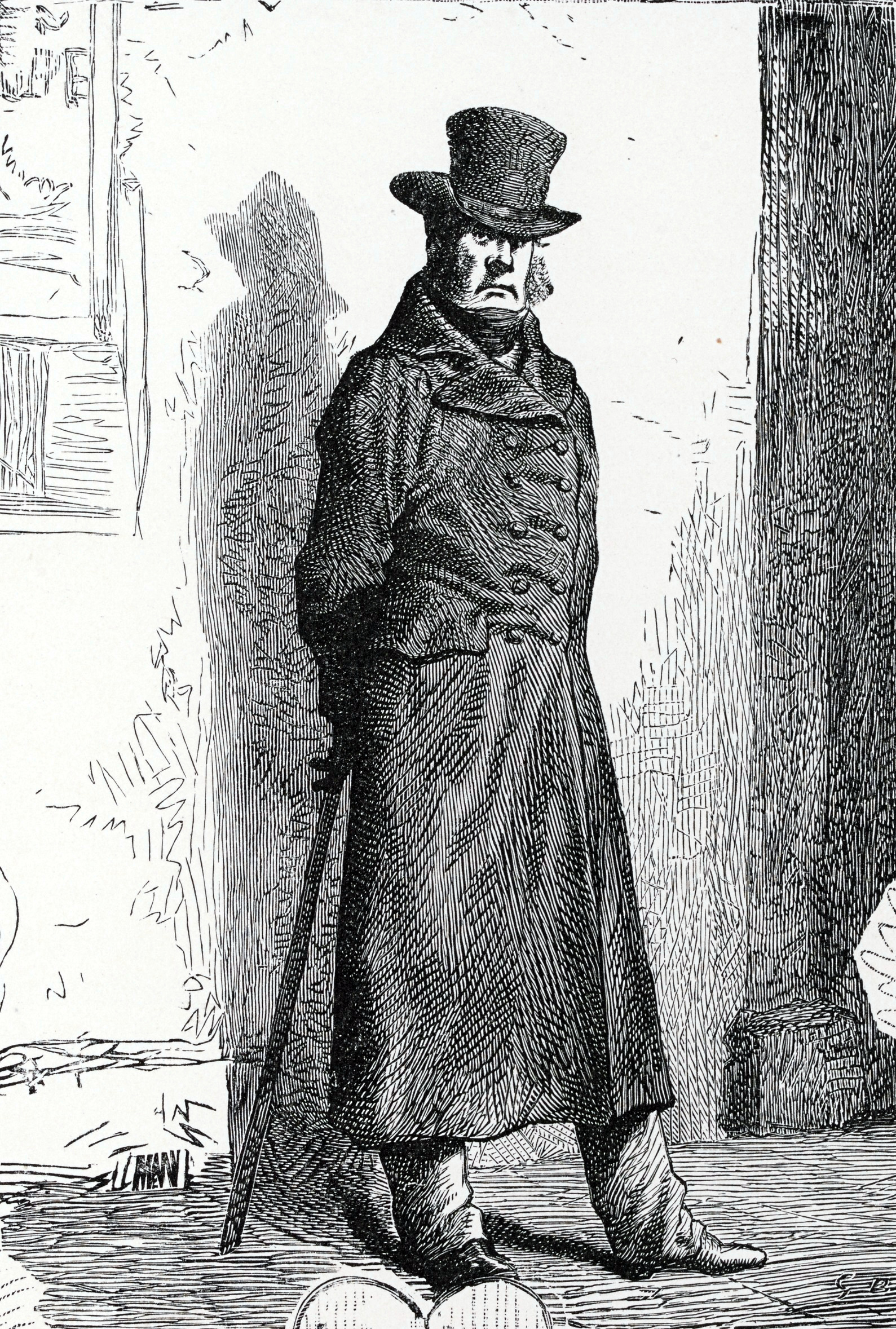
Javert na ilustracji z 1 wydania Nędzników

Urodził się w 1780 w więzieniu, gdzie przebywali jego rodzice - matka-kabalarka i ojciec-galernik. Nie wiadomo nic o jego wychowaniu ani młodości. Około roku 1810 pracował już w więzieniu w Tulonie, gdzie spotkał galernika Jeana Valjeana (nr 24601), którego zapamiętał z powodu jego nadzwyczajnej siły fizycznej. W 1815 został inspektorem policji w Montreuil-sur-Mer, gdzie Valjean, pod nazwiskiem Madeleine, pełnił urząd mera miasta. Javert rozpoznaje Valjeana już w czasie pierwszego spotkania, a w miarę obserwacji nabiera absolutnej pewności, że mer miasta to były więzień, ścigany recydywista. Decyduje się na złożenie donosu po tym, gdy Madeleine nakazuje mu wypuścić z więzienia Fantynę, jednak otrzymuje odpowiedź, iż denuncjacja musiała być fałszywa, a prawdziwy Valjean został już zatrzymany. 
Javert udaje się do Madeleine'a z prośbą o dymisję, która zostaje odrzucona. Informuje zarazem mera o rozprawie, w czasie której sam, wezwany na świadka, zapewnia o tym, że schwytany żebrak Champmathieu jest Jeanem Valjeanem; wyjeżdża jednak, zanim Madeleine przyzna się do swojej prawdziwej tożsamości. Dokonuje jego aresztowania dopiero w Montreuil, przy łóżku Fantyny i doprowadza do ponownego wysłania Valjeana na dożywotnie galery, z których ten jednak ucieka, pozorując swoje utonięcie. Javert otrzymuje awans i stanowisko inspektora w Paryżu. 
W stolicy Francji dochodzi do ponownego spotkania z Valjeanem, który osiedlił się z córką Fantyny, Kozetą na jednym z odludnych przedmieść. Javert, po kolejnych obserwacjach, podejmuje nocny pościg, który jednak kończy się fiaskiem. Nie wiemy nic o losach Javerta w czasie kolejnych dziewięciu lat, kiedy Valjean i Kozeta ukrywali się w klasztorze Petit Picpus. Dopiero w 1832 Javert przypadkowo, przeprowadzając aresztowanie członków gangu "Ślepego Kura", przekonuje się o tym, że Valjean żyje i nadal mieszka w Paryżu. Do kolejnej ich konfrontacji dochodzi jednak dopiero na barykadach w czasie powstania republikańskiego 5 czerwca 1832, kiedy Javert zostaje wysłany na barykadę jako szpieg, zdemaskowany i unieszkodliwiony przez powstańców dowodzonych przez Enjolrasa. Valjean prosi tam o możliwość osobistej egzekucji szpiega, po czym, odchodząc z nim w boczną uliczkę, wypuszcza go na wolność. Javert wraca do swoich obowiązków i 6 czerwca, tropiąc Thenardiera, spotyka Valjeana wychodzącego z kanałów ściekowych z rannym Mariuszem na plecach. Zgadza się na odwiezienie rannego do domu, a następnie pozwala Valjeanowi pożegnać się z Kozetą. Chociaż oznajmia, iż będzie oczekiwał go przed domem i ma obowiązek go aresztować, odchodzi. 
Po dłuższych rozmyślaniach na opustoszałych ulicach Paryża Javert udaje się do prefektury policji, gdzie pozostawia na stole notatkę służbową nt. ulepszeń możliwych w paryskiej policji. Nadal zastanawia się nad tym, co robić - wypuścić na wolność człowieka, który popełnił wiele przestępstw i w świetle prawa jest niebezpiecznym recydywistą, czy też pozwolić mu żyć spokojnie, mając na uwadze fakt, że ten sam człowiek przeszedł tak gruntowną przemianę, a w dodatku uratował jego życie. Wobec faktu, że cały system wartości Javerta zawalił się, policjant nie widzi sensu dalszego życia. Udaje się na Most Wymiany i popełnia samobójstwo, rzucając się do Sekwany.

## Symbolika i funkcja postaci
Wiktor Hugo zupełnie świadomie oparł akcję Nędzników na dwóch postaciach, z których żadna nie odpowiada wszystkim kryteriom dobra i zła. Jego opisy postaci Javerta - mimo niewątpliwej sympatii po stronie Valjeana - wskazują na głęboki szacunek dla człowieka, który umiał oprzeć swoje życie na jednoznacznych (pozornie jednoznacznie słusznych) zasadach i bezwzględnie ich przestrzegać. Niektórzy badacze widzieli w opozycji Valjean-Javert przeciwstawienie prawa boskiego i ludzkiego lub też zasad Nowego i Starego Testamentu. 

## Adaptacje
W rolę Javerta w filmach nakręconych na podstawie powieści wcielali się m.in.:
- Bernard Blier
- Robert Newton
- Charles Laughton
- Charles Vanel
- Geoffrey Rush
- John Malkovich
- Russell Crowe

W polskiej wersji Nędzników w wykonaniu Teatru Muzycznego Roma, odtwórcą Javerta był Łukasz Dziedzic.